# Люсьєн Шурі
Люсьєн Шурі (фр. Lucien Choury, 26 березня 1898 — 6 травня 1987) — французький велогонщик.
Олімпійський чемпіон 1924 року на тандемах.